# 巴連弗邑

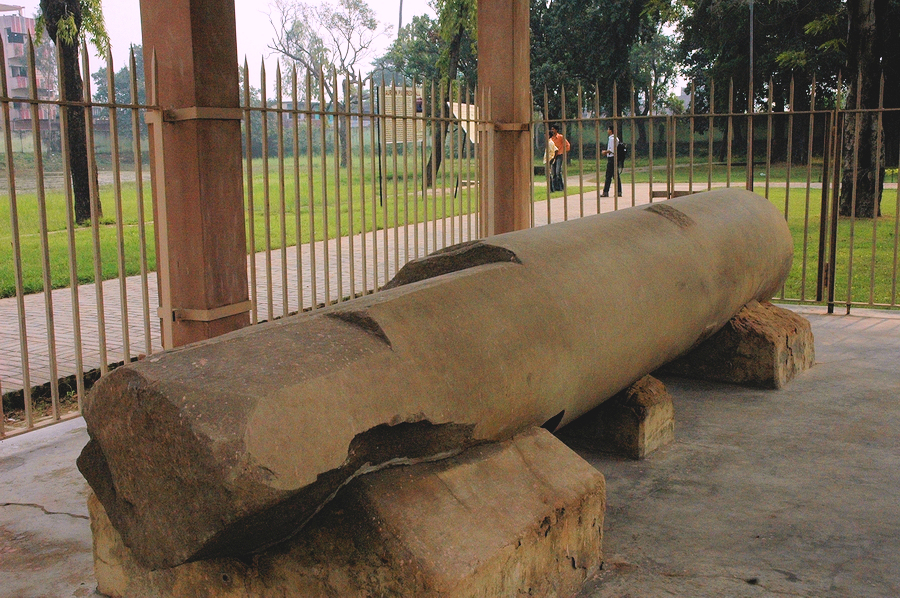
孔雀王朝時期一座大殿的柱石

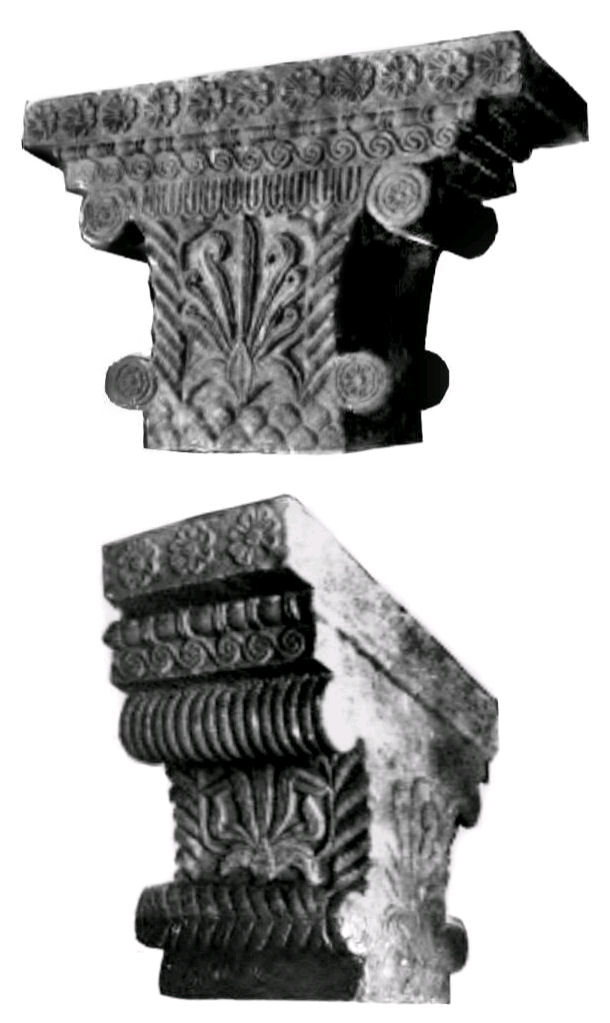
在巴連弗邑宫殿遗址发掘的柱头显示出古希腊和波斯的艺术影响。公元前3世纪。

波吒釐城，又譯巴連弗邑、華氏城，原稱拘苏摩城（拘苏摩补罗），印度古城，位於恆河河岸，在今巴特那。前490年，阿闍世王在恆河邊興建小型城堡（梵文:Pāṭaligrāma），之後巴連弗邑逐步發展為大城。稍後，它成為十六大國中摩揭陀國的首都，取代了原有首都王舍城。

## 名稱由來
此城“为波吒釐树之神子而筑”，因此又稱“波吒釐子城”；波吒釐树卽梵語對类龟羽叶楸的稱呼。

## 歷史
華氏城位於北印度關鍵的中央位置，因此印度多個朝代的君主均建都於此城，包括難陀王朝、孔雀王朝、巽伽王朝、笈多王朝和波羅王朝。
佛教在印度創立後，華氏城成為了蓬勃的佛教中心，並建有大量的寺院。
前322-185年，華氏城成為孔雀王朝的首都，並於月護王和阿育王統治時期達到極盛。同時期塞琉古帝國的使節麥加斯梯尼於月護王時期到訪華氏城，並記錄了都城的繁盛情況。
此後，華氏城繼續成為笈多王朝（約320-550年）和波羅王朝（750-1174年）的首都。7世紀，玄奘在印度求法時亦曾經過此城。

## 外部連結
- 维基文库中的相關文獻：佛學大辭典/波吒釐